# Синхронне плавання на Чемпіонаті світу з водних видів спорту 2017 — змішаний дует, довільна програма
Змагання із синхронного плавання в довільній програмі змішаних дуетів на Чемпіонаті світу з водних видів спорту 2017 відбулися 21 і 22 липня.

## Результати
Попередній раунд розпочався 21 липня о 19:00. Фінал відбувся 22 липня о 19:00.
Зеленим позначено фіналістів
| Місце | Країни    | Плавці                                | Попередній раунд | Попередній раунд | Фінал   | Фінал |
| Місце | Країни    | Плавці                                | Очки             | Місце            | Очки    | Місце |
| ----- | --------- | ------------------------------------- | ---------------- | ---------------- | ------- | ----- |
| 1     | Росія     | Міхаела Каланча Олександр Мальцев     | 92.0000          | 1                | 92.6000 | 1     |
| 2     | Італія    | Джорджо Мінісіні Маріанжела Перрупато | 90.8333          | 2                | 91.1000 | 2     |
| 3     | США       | Білл Мей Канако Спендлов              | 88.0333          | 3                | 88.7667 | 3     |
| 4     | Японія    | Асусі Абе Юмі Адаті                   | 86.9333          | 4                | 88.0000 | 4     |
| 5     | Іспанія   | Берта Феррерас Пау Рібес              | 85.5000          | 5                | 85.7333 | 5     |
| 6     | Канада    | Рене Превост Ізабель Рамплінг         | 83.0667          | 6                | 83.5667 | 6     |
| 7     | Бразилія  | Ренан Соуза Хіована Стефан            | 80.4000          | 7                | 80.0667 | 7     |
| 8     | Китай     | Шен Шувень Ши Хаоюй                   | 76.5333          | 8                | 77.2333 | 8     |
| 9     | Німеччина | Амелі Еберт Ніклас Штоепель           | 73.9667          | 9                | 74.5000 | 9     |
| 10    | Греція    | Васілеіос Гкортсілас Васілікі Кофіді  | 69.7333          | 10               | 69.8333 | 10    |
| 11    | Панама    | Габріела Белло Альберто Пінто         | 60.2000          | 11               | 60.7667 | 11    |